# 北海道道627号文珠砂川線
北海道道627号文珠砂川線（ほっかいどうどう627ごう もんじゅすながわせん）は、北海道歌志内市と砂川市を結ぶ一般道道（北海道道）である。

## 概要

### 路線データ
- 起点：北海道歌志内市文珠（北海道道114号赤平奈井江線交点）
- 終点：北海道砂川市東1条北9丁目（国道12号・北海道道283号砂川新十津川線交点）
- 路線延長：6.6km（総延長）

## 歴史
- 1969年（昭和44年）6月18日 - 路線認定[1]。

## 地理

### 通過する自治体
- 空知総合振興局
  - 歌志内市
  - 砂川市

### 交差する道路
歌志内市
- 北海道道114号赤平奈井江線 - 文珠（起点）

砂川市
- 北海道道1130号砂川奈井江美唄線 - 晴見3条北9丁目
- 国道12号 - 東1条北9丁目（終点）
- 北海道道283号砂川新十津川線 - 東1条北9丁目（終点）

### 沿線にある施設など
歌志内市
- 歌志内市給食センター - 文珠190-1

砂川市
- 砂川市立中央小学校 - 晴見1条北7丁目69-9
- 砂川自動車学校 - 東5条北8丁目1-1
- セイコーマート砂川東1条店 - 東1条北10丁目1-3